# Jay M. Ipson

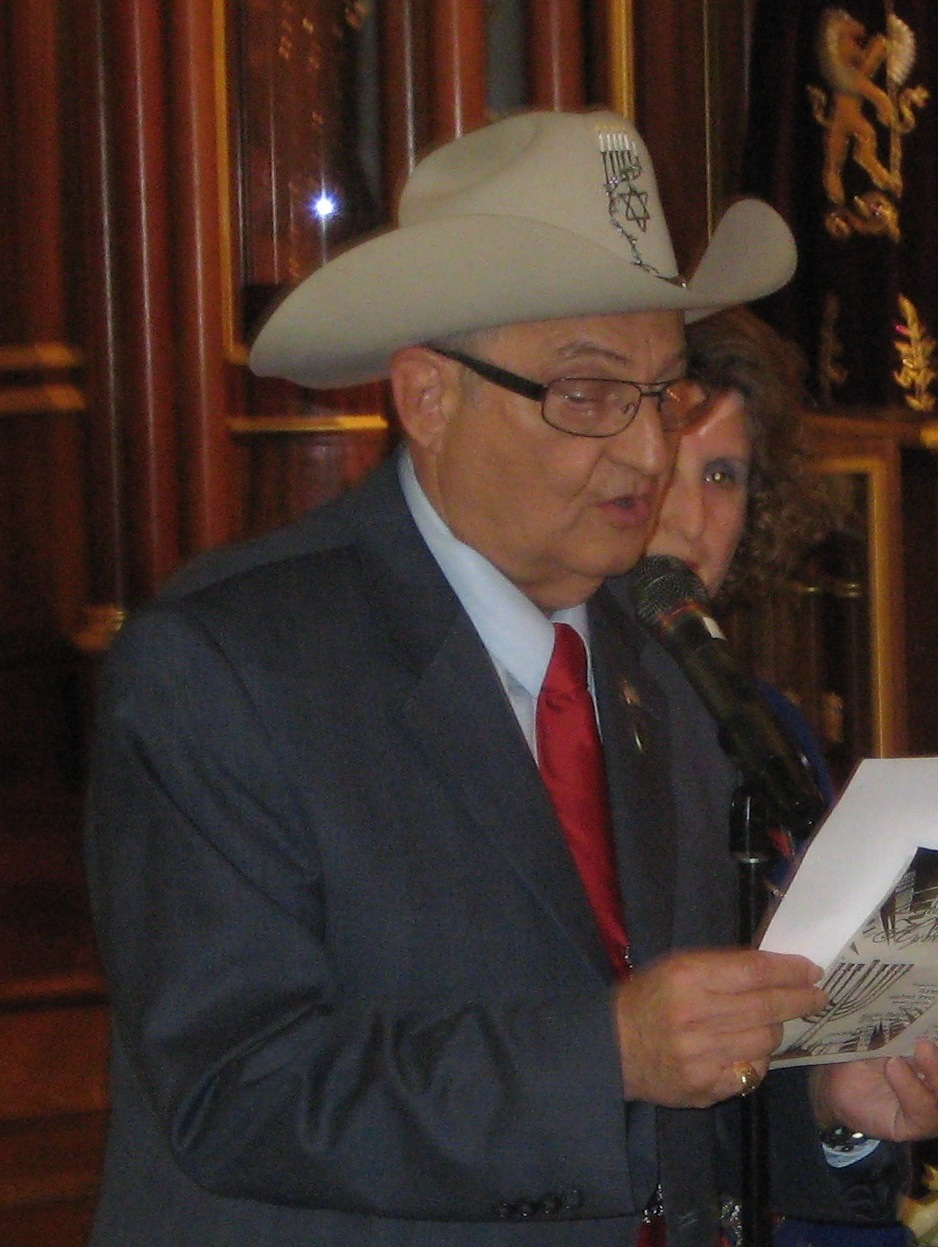
Jay M. Ipson bei Hanukkah Feier im Virginia Holocaust Museum

Jay M. Ipson (* 5. Juni 1935 in Kaunas, Litauen als Jakob Ipp) ist ein litauisch-amerikanischer Überlebender des Holocausts und Mitbegründer und Direktor des Virginia Holocaust Museums in Richmond (Virginia).

## Leben

### Kindheit während des Nationalsozialismus

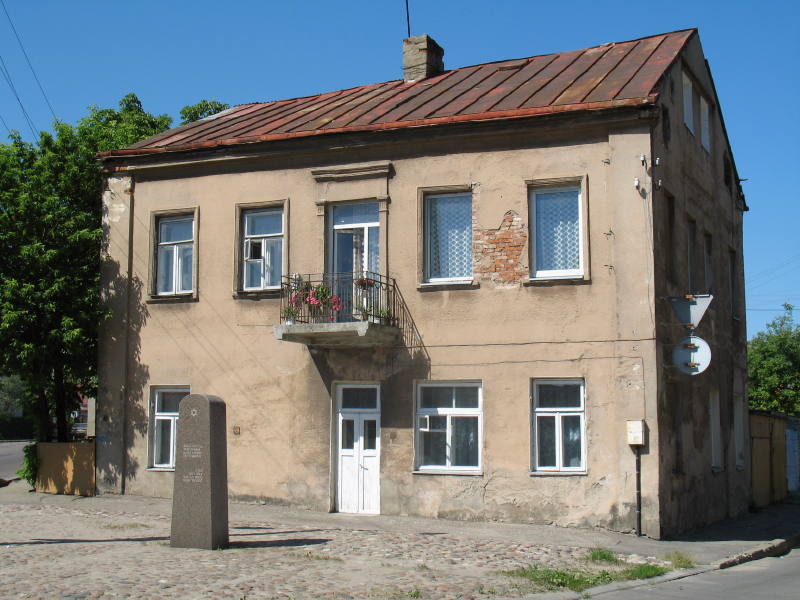
Gedenkstein für das Ghetto Kowno

Jakob Ipp wurde als Sohn des jüdischen Ehepaares Israel und Eta (Edna) Ipp im litauischen Kowno (Kaunas) geboren. 1941 wurde der damals 6-jährige gemeinsam mit seiner Familie in das von den Nationalsozialisten errichtete Ghetto Kaunas, das spätere KZ Kauen, gebracht. An einem Tag im Jahr 1943 wurden Jakob und seine Mutter zusammen mit 5.000 weiteren Juden aus dem Ghetto „selektiert“. Dank einem Bekannten bei der jüdischen Ghettopolizei konnten sie sich jedoch aus der Gruppe lösen und überlebten. Kurz darauf entkamen Jakob und seine Eltern nachts aus dem Ghetto.
Sie fanden Unterschlupf bei der katholischen Bauernfamilie Paskauskas. Sechs Monate harrten sie ohne Tageslicht in einer Höhle (ca. 3,5 m lang, 2,7 m breit und 1 m hoch), die durch einen langen Tunnel erreicht werden konnte, bis zur Befreiung durch die Russen aus. Am Ende versteckten sich 13 Personen in dieser Höhle. Jakob war zu dieser Zeit 8 Jahre alt. Der Bauer und seine Frau, die sie während der gesamten Zeit versorgt hatten, wurden nach dem Zweiten Weltkrieg postum von der israelischen Gedenkstätte Yad Vashem als Gerechte unter den Völkern ausgezeichnet.

### Emigration in die USA

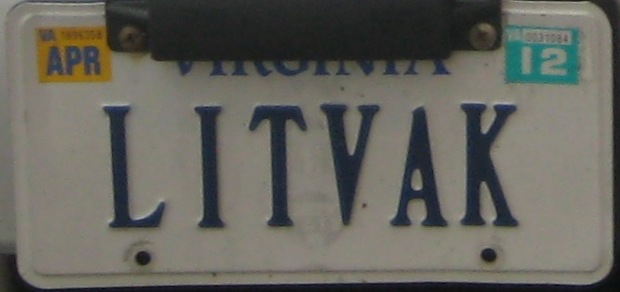
Litvak: Ipsons Autokennzeichen zeigt seine Verbundenheit mit Litauen

Nach Kriegsende verließen Jakob und seine Eltern Litauen in Richtung München, wo Jakobs Vater eine Stelle bei der Nothilfe- und Wiederaufbauverwaltung der Vereinten Nationen (UNRRA) fand. Verwandte halfen ihnen, in die Vereinigten Staaten zu emigrieren, wo sie am 12. Juni 1947 in Richmond, Virginia ankamen. Um sich besser in die amerikanische Gesellschaft zu integrieren, änderten sie ihren Familiennamen von Ipp in Ipson. Jakob war zu dieser Zeit 12 Jahre alt.
Jay M. Ipson trat mit 18 Jahren freiwillig der amerikanischen Armee bei und versuchte ein normales Leben zu führen. Er studierte Buchhaltung an der Universität Richmond und heiratete 1959 die Tochter eines Autowerkstätten-Besitzers und begann in deren Betrieb zu arbeiten. Später gründete er mit der American Parts Company sein eigenes Unternehmen in Richmond.

## Virginia Holocaust Museum

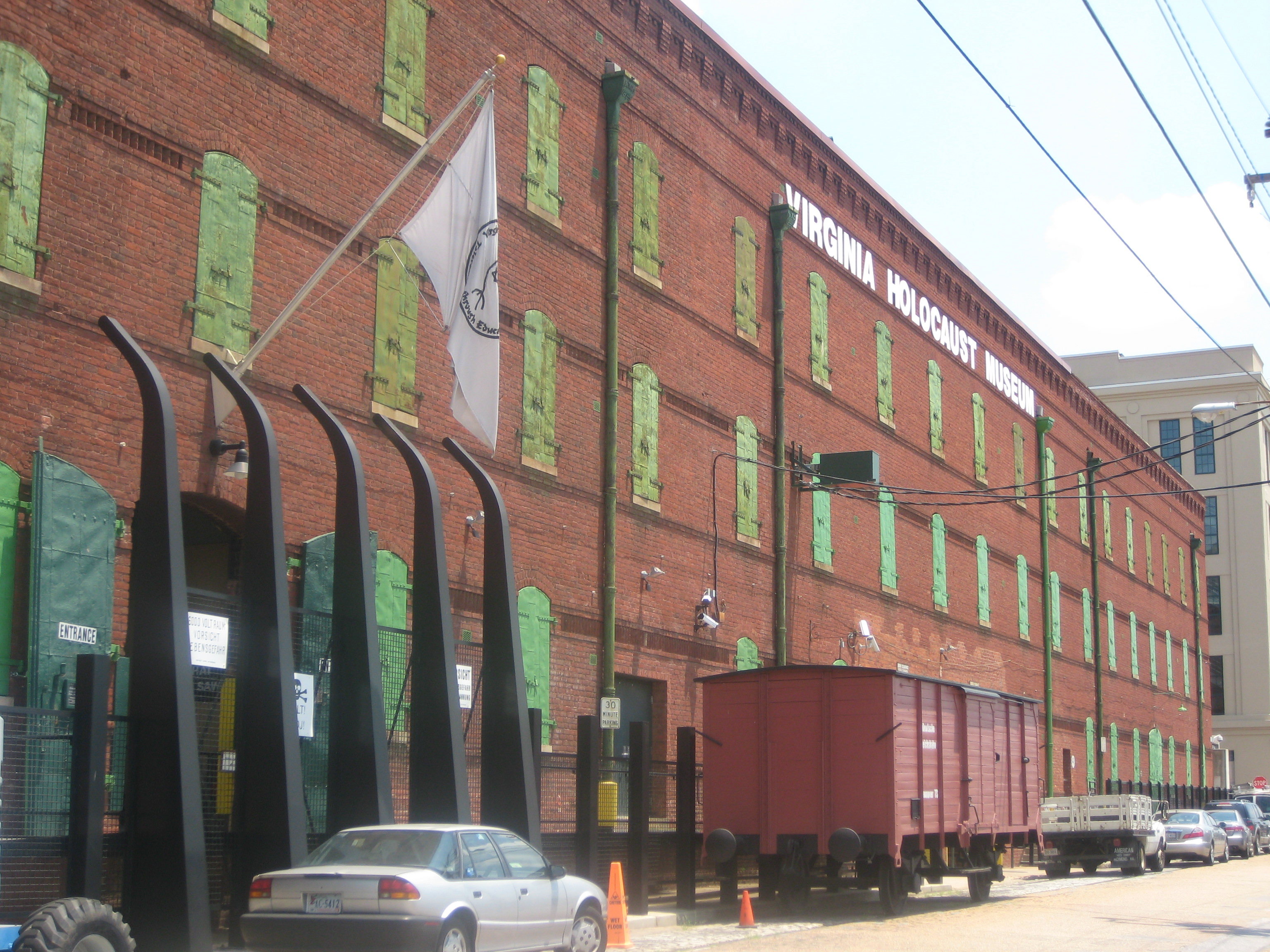
Virginia Holocaust Museum in Richmond (Virginia)

In den 1980er Jahren begann Ipson in Schulen über seine Erlebnisse während des Holocaust zu sprechen. Regelmäßig verließ er bereits um 6 Uhr morgens das Haus, um pünktlich zu Schulbeginn einen Vortrag zu halten und fuhr anschließend zur Arbeit, bis ihm Freunde den Vorschlag machten, dass es einfacher wäre, die Schulklassen anreisen zu lassen.

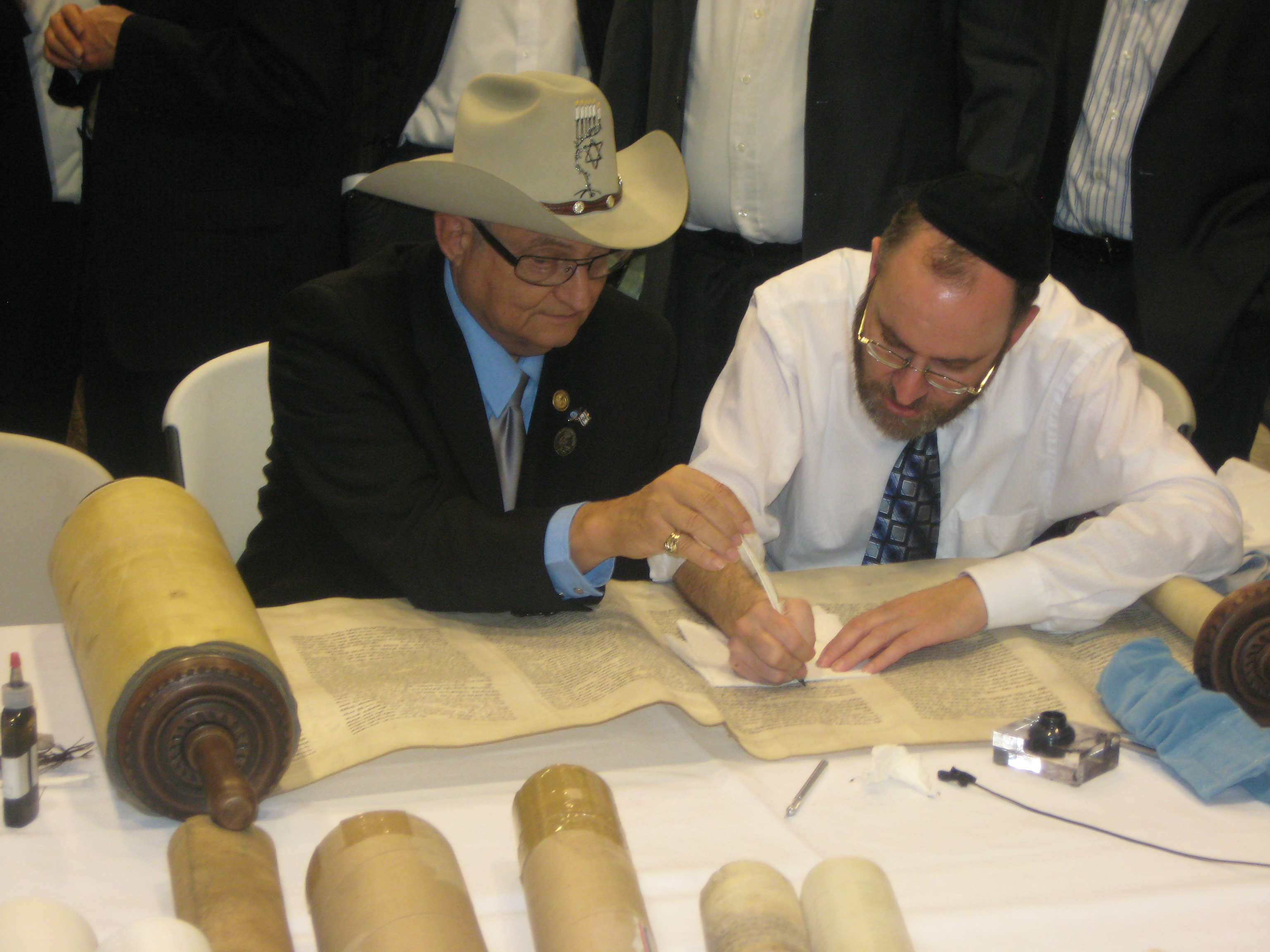
Restaurierte Torarolle aus dem Ghetto Kaunas im Virginia Holocaust Museum (2009)

1997 organisierte Ipson mit Mark E. Fetter und Al Rosenbaum eine entsprechende Ausstellung neben der lokalen Synagoge Temple Beth El. Damit war das Virginia Holocaust Museum geboren. Da die Räumlichkeiten wegen des großen Interesses zu klein wurden, suchten sie nach einem größeren Gebäude. Mit Unterstützung des Kongressabgeordneten Eric Cantor wurde Ipson 2001 eine ehemalige Tabakfabrik als neuer Standort des Museums zur Verfügung gestellt. Nur mit großem finanziellen und zeitlichen Aufwand konnte das Museum 2003 neu eröffnet werden. Seit damals wurde das Virginia Holocaust Museum laufend erweitert und konnte seit seinem Bestehen mehr als 175.000 Besucher verzeichnen. 2007 feierte es sein 10-jähriges Bestehen.
Nach mehrjährigen Bemühungen konnte Ipson 2009 erreichen, dass das Virginia Holocaust Museum eine während des Holocausts in einer Kirche in Wilna (Vilnius) versteckte Torarolle erhielt. Seit ihrer aufwändigen Restaurierung befindet sie sich in der Synagoge des Museums.

## Auszeichnungen

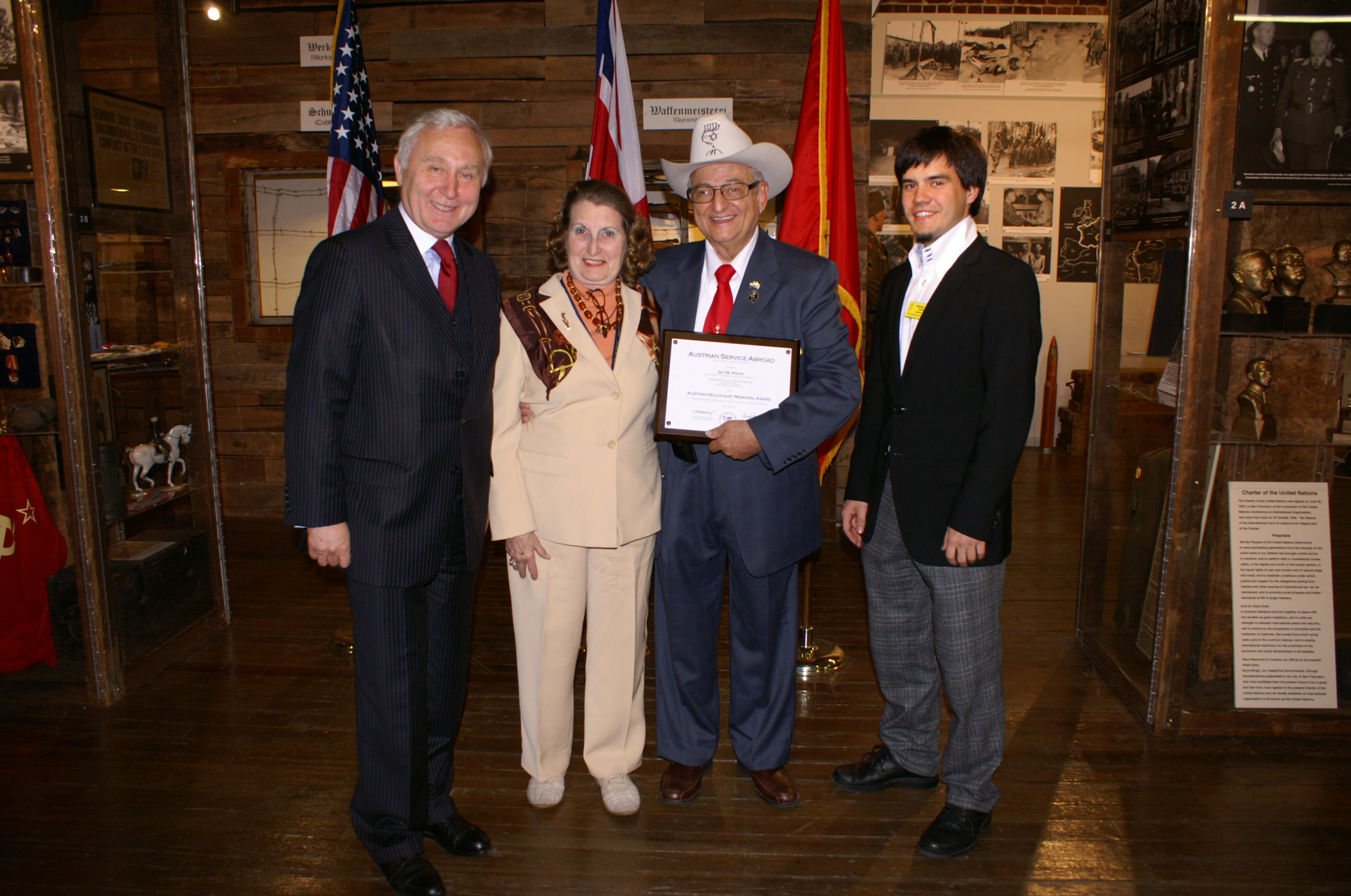
AHMA-2009 an Jay M. Ipson

Am 16. Januar 2001 wurde Jay M. Ipson vom First Freedom Center mit einem „First Freedom Award“ ausgezeichnet.
2005 wurde er vom FBI in Richmond mit dem „Director's Community Leadership Award“ geehrt.
Am 11. Mai 2010 wurde Jay M. Ipson vom österreichischen Botschafter Christian Prosl für sein vorbildhaftes Engagement für Tolerance Through Education (Motto des Museums) der Austrian Holocaust Memorial Award 2009 (AHMA) verliehen.